# Coupe nationale de l'USFSA 1914-1915
Navigation
Coupe nationale 1915-1916
La Coupe nationale 1914-1915 est la première édition de la Coupe nationale  de l'USFSA, une compétition de football organisée en France par l'Union des sociétés françaises de sports athlétiques pendant la Première Guerre mondiale en remplacement du championnat de France qu'elle organisait.
Vingt-quatre clubs sont engagés dans le Comité de Paris. À l'issue d'un premier tour disputé par phase de groupe, quatre clubs se qualifient pour la finale : le Club athlétique de la Société générale, la Légion Saint-Michel, le Cercle athlétique d'Enghien et le Club français. Le CA Société générale remporte la compétition.
Le Havre AC remporte le titre dans le Comité de Haute-Normandie.
Une partie des recettes des matchs est utilisée au profit des soldats mobilisés et de leurs familles.

## Organisation
Le déclenchement de la Première Guerre mondiale en 1914 met fin à la plupart des compétitions de football organisées en France. L'Union des sociétés françaises de sports athlétiques (USFSA) doit arrêter son championnat de France. Elle organise à la place deux compétitions qui prennent le nom de Coupe nationale, une pour les équipes premières et une pour les équipes inférieures, qui sont en réalité des Coupes de Paris car seuls les clubs de région parisienne peuvent participer.
Vingt-quatre équipes peuvent s'engager dans le Comité de Paris, réparties au tirage au sort en quatre groupes de six équipes joués par match aller-retour. Chaque premier se qualifie pour la poule finale, jouée seulement en matchs aller. Le premier est déclaré champion. Sont qualifiés pour jouer les joueurs français possédant une licence 1914-1915, ou 1913-1914 si le joueur a été mobilisé. Les joueurs étrangers sans licence peuvent aussi jouer, mais dans la limite de deux par équipes. De plus, les sujets allemands et autrichiens sont exclus en raison de la guerre.
Les recettes des matchs sont partagées entre les deux clubs, l'Union et une dernière partie au profit des mobilisés et de leurs familles.

## Comité de Paris

### Phase de groupe
Les matchs de la phase de groupe sont prévus les 15, 22 et 29 novembre, et les 6 et 13 décembre 1914. En raison de reports, les derniers matchs sont néanmoins disputés le 21 février 1915. Se qualifient pour la poule finale le Club athlétique de la Société générale, la Légion Saint-Michel, le Cercle athlétique d'Enghien et le Club français.
| Rang | Équipe                   | Pts | J | G | N | P | Bp | Bc | Diff |
| ---- | ------------------------ | --- | - | - | - | - | -- | -- | ---- |
| 1    | CA Société générale      |     |   |   |   |   |    |    |      |
|      | Paris UC                 |     |   |   |   |   |    |    |      |
|      | Sporting Club            |     |   |   |   |   |    |    |      |
|      | Olympique français       |     |   |   |   |   |    |    |      |
|      | CP Asnières Franconville |     |   |   |   |   |    |    |      |
|      | Amical FC                |     |   |   |   |   |    |    |      |

| Rang | Équipe                  | Pts | J | G | N | P | Bp | Bc | Diff |
| ---- | ----------------------- | --- | - | - | - | - | -- | -- | ---- |
| 1    | Légion Saint-Michel     |     |   |   |   |   |    |    |      |
|      | Rueil AC                |     |   |   |   |   |    |    |      |
|      | Paris-Lyon-Méditerranée |     |   |   |   |   |    |    |      |
|      | FC Paris                |     |   |   |   |   |    |    |      |
|      | SA Pantin               |     |   |   |   |   |    |    |      |
|      | US Lagny                |     |   |   |   |   |    |    |      |

| Rang | Équipe         | Pts | J | G | N | P | Bp | Bc | Diff |
| ---- | -------------- | --- | - | - | - | - | -- | -- | ---- |
| 1    | CA Enghien     |     |   |   |   |   |    |    |      |
|      | Raincy Sports  |     |   |   |   |   |    |    |      |
|      | RC France      |     |   |   |   |   |    |    |      |
|      | AS française   |     |   |   |   |   |    |    |      |
|      | Stade français |     |   |   |   |   |    |    |      |
|      | USA Clichy     |     |   |   |   |   |    |    |      |

| Rang | Équipe           | Pts | J | G | N | P | Bp | Bc | Diff |
| ---- | ---------------- | --- | - | - | - | - | -- | -- | ---- |
| 1    | Club français    |     |   |   |   |   |    |    |      |
|      | US clodoaldienne |     |   |   |   |   |    |    |      |
|      | CA XIVe          |     |   |   |   |   |    |    |      |
|      | AA noiséenne     |     |   |   |   |   |    |    |      |
|      | Maisons-Laffitte |     |   |   |   |   |    |    |      |
|      | Gallia Club      |     |   |   |   |   |    |    |      |

### Poule finale
Lors de la première journée, jouée le 28 février 1915, le CA Société générale et la Légion Saint-Michel font match nul un but partout. La Générale est privée de son capitaine, Trembay, blessé la semaine précédente. Malgré cela, elle marque en premier par Michon sur une passe de E. Devicq. En deuxième mi-temps, la Légion prend le jeu à son compte et égalise par Maquart. En dépit de son « jeu scientifique », la Légion ne parvient pas à marquer un second but. Dans l'autre match, le Cercle athlétique d'Enghien, « plus courageux », s'impose deux buts à un face au « jeu plus scientifique » du Club français,,,. La Légion Saint-Michel aura finalement match donné perdu pour avoir fait joueur Hanse, déjà qualifié à la Ligue de football association et donc non autorisé pour jouer avec un club de l'USFSA.
Le CASG, favori face au Club français, ne peut faire mieux qu'un but partout lors de la deuxième journée le 14 mars 1915. Dans une partie « très disputée et très intéressante », chaque équipe marque en fin de rencontre, E. Devicq pour la Générale et Haygouï pour le Club. Outre l'absence de plusieurs de ses joueurs titulaires, la Générale est diminuée dès le début du match par la blessure de J. Devicq, l'un de ses meilleurs joueurs. La Légion s'impose cinq buts à un face au CA Enghien,,.
La troisième et dernière journée a lieu le 21 mars 1915. Le Club français et la Légion font match nul trois buts partout, tandis que le CA Société générale bat le CA Enghien par deux buts à un dans le match décisif pour le titre,,. 
Le CA Société générale remporte le titre.
| Rang | Équipe              | Pts | J | G | N | P | Bp | Bc | GA |  | Résultats (▼ dom., ► ext.) | Soc | Lég | CF  | Eng |
| ---- | ------------------- | --- | - | - | - | - | -- | -- | -- |  | -------------------------- | --- | --- | --- | --- |
| 1    | CA Société générale | 8   | 3 | 2 | 1 | 0 |    |    |    |  | CA Société générale        |     | TV  | 1-1 | 2-1 |
| 2    | Légion Saint-Michel | 6   | 3 | 1 | 1 | 1 |    |    |    |  | Légion Saint-Michel        |     |     | 3-3 | 5-1 |
| 3    | Club français       | 5   | 3 | 0 | 2 | 1 |    |    |    |  | Club français              |     |     |     | 1-2 |
| 4    | CA Enghien          | 5   | 3 | 1 | 0 | 2 |    |    |    |  | CA Enghien                 |     |     |     |     |

## Comité de Haute-Normandie
La compétition a aussi lieu en Haute-Normandie. Le Havre AC remporte le titre.
| Rang | Équipe          | Pts | J | G | N | P | Bp | Bc | GA    |  | Résultats (▼ dom., ► ext.) | HAC | FCR | HS |
| ---- | --------------- | --- | - | - | - | - | -- | -- | ----- |  | -------------------------- | --- | --- | -- |
| 1    | Le Havre AC     | 11  | 4 | 3 | 1 | 0 | 15 | 2  | 7,5   |  | Le Havre AC                |     | -   | -  |
| 2    | FC rouennais    | 9   | 4 | 2 | 1 | 1 | 8  | 6  | 1,333 |  | FC rouennais               | -   |     | -  |
| 3    | Le Havre Sports | 4   | 4 | 0 | 0 | 4 | 2  | 17 | 0,118 |  | Le Havre Sports            | -   | -   |    |

## Finale
La compétition n'est à l'origine officiellement organisée que dans le Comité de Paris. Le Havre AC, vainqueur officieux du Comité de Haute-Normandie, propose d'organiser une finale contre le CA Société générale, mais le règlement ne prévoit pas un tel match. L'USFSA finit par reconnaitre comme officielle la victoire des Havrais. Il est question d'organiser une rencontre entre les deux clubs pour déterminer le champion. La date du 2 mai est évoquée dans la presse, mais le match n'a pas lieu à cette date, et il semble que cette rencontre n'a finalement jamais eu lieu,,.